# Leptosphaeria leersiae
Leptosphaeria leersiae är en svampart som beskrevs av Pass. 1879. Leptosphaeria leersiae ingår i släktet Leptosphaeria och familjen Leptosphaeriaceae.   Inga underarter finns listade i Catalogue of Life.